# Brother (альбом)
Brother — четвертый студийный альбом ирландской поп-группы Boyzone. Его релиз состоялся 5 марта 2010 года в Ирландии, а 8 марта пластинка вышла в Великобритании. Спустя неделю после релиза альбом возглавил национальные чарты этих стран, опередив «Plastic Beach» — новую работу группы Gorillaz. «Brother» — первый студийный альбом Boyzone за 12 лет. Он вышел уже после смерти вокалиста группы Стивена Гейтли, который скончался 10 октября 2009 года, перед началом работы над альбомом. Вокал Стивена можно слышать в треках «Gave It All Away» и «Stronger».

## Список композиций
| № п/п | Название                | Авторы                                            | Продолжительность |
| ----- | ----------------------- | ------------------------------------------------- | ----------------- |
| 1     | Gave It All Away        | Mika                                              | 4:28              |
| 2     | Love Is A Hurricane     | Danielle Brisebois, Gregg Alexander               | 3:29              |
| 3     | Ruby                    | Shelly Poole, Terry Martin, Andy Hill             | 4:26              |
| 4     | Too Late for Hallelujah | Carl Falk, Don Mescall, Sharon Vaughn             | 3:37              |
| 5     | Separate Cars           | Jack McManus, John Green, Jim Irvin, Julian Emery | 3:09              |
| 6     | One More Song           | Greg Wells, Nasri Atweh                           | 3:33              |
| 7     | Right Here Waiting      | Chris Braide, Andy Hill                           | 3:37              |
| 8     | Nothing Without You     | Catt Gravitt, Tom Shapiro, Michael Busbee         | 3:20              |
| 9     | Til the Sun Goes Down   | Emma Rohan, Jez Ashurst                           | 3:45              |
| 10    | Time                    | Matt Hales, Greg Wells, Kim Oliver                | 4:09              |
| 11    | Let Your Wall Fall Down | Peter-John Vetesse, Sean Conlon                   | 4:56              |
| 12    | Stronger                | Stephen Lipson, Craig Wiseman, Karen Poole        | 3:50              |

## Синглы
| № п/п | Обложка             | Название/ Дата релиза           | Трек-лист | Примечание | Позиция в чартах    | Позиция в чартах |
| № п/п | Обложка             | Название/ Дата релиза           | Трек-лист | Примечание | Флаг Великобритании | Флаг Ирландии    |
| ----- | ------------------- | ------------------------------- | --- | --- | ------------------- | ---------------- |
| 1     | Gave It All Away    | Gave It All Away 1 марта 2010   | 1. «Gave It All Away» — 4:30 2. «I Love The Way You Love Me» (New Version) — 4:01                                                         | Сингл на песню «Gave It All Away», автором которой стал Мика, вышел в честь памяти скоропостижно скончавшегося Стивена Гейтли. Релиз возглавил музыкальные чарты Ирландии и вошёл в Top 10 британского хит-парада.                            | 9                   | 1                |
| 2     | Love Is A Hurricane | Love Is A Hurricane 17 мая 2010 | 1. «Love Is A Hurricane» (Single Version) 2. «Love Is A Hurricane» (7th Heaven Radio Edit) 3. «Love Is A Hurricane» (7th Heaven Club Mix) | Песня «Love Is A Hurricane» стала вторым синглом с альбома «Brother». При этом, ещё до официального релиза, благодаря цифровой дистрибуции, эта композиция уже успела отметиться в хит-параде Соединённого Королевства, достигнув 72 позиции. | 44                  | 39               |

## Позиция в чартах
| Страна         | Высшая позиция в чарте | Продажи |
| -------------- | ---------------------- | ------- |
| Великобритания | 1                      |         |
| Ирландия       | 1                      |         |
| Новая Зеландия | 7                      |         |
| Греция         | 33                     |         |
| Нидерланды     | 69                     |         |
| Швейцария      | 88                     |         |

## Сертификации
| Регион                                                      | Сертификация | Продажи |
| ----------------------------------------------------------- | ------------ | ------- |
| Ирландия (IRMA)                                             | Платиновый   | 15 000^ |
| Новая Зеландия (RMNZ)                                       | Золотой      | 7500^   |
| Великобритания (BPI)                                        | Платиновый   | 394,872 |
| ^ Данные о тиражах приведены только на основе сертификации. |              |         |